# Joey Kramer
Joey Kramer (nascido Joseph Michael Kramer, Nova Iorque, 21 de Junho de 1950) é um músico norte-americano conhecido por seu trabalho como baterista da banda de hard rock Aerosmith. Joey é o único baterista que o Aerosmith já teve e faz parte da banda desde sua formação, em 1970. Foi carinhosamente apelidado de "Kramedog" por seus colegas de banda, aparecendo em um corpo de cachorro no clipe de Pink.

## Carreira

### Primeiras bandas
Joey nasceu em Bronx no ano de 1950. É filho de Mickey Kramer, um soldado e vendedor, e Doris Shwartz, ex-enfermeira do exército. Desde muito novo ouvia música para se distrair. Aos 14 anos de idade, viu os Beatles na TV e decidiu que queria ser músico, formando sua primeira banda, a The Dynamics.
Enquanto cursava o ensino fundamental na Walt Whitman Junior High, Joey começou a andar com outros garotos que também se interessavam por música. Com eles, desenvolveu a ideia de tocar bateria. Seus pais alugaram o instrumento, mas Kramer devolveu-o logo depois, alegando que havia perdido o interesse. Era um dos poucos judeus na escola, que tinha predominância italiana. Sofria diariamente com insultos e implicâncias dos outros colegas.
Alguns anos depois, Joey sonhava em comprar um bateria sozinho. Sofreu um acidente de moto nas férias de verão, então decidiu que seria mais seguro vendê-la. Com o dinheiro, comprou a tão desejada Ludwig, um bateria profissional. Aprendeu a tocar sozinho, ouvindo discos dos Beatles, Kinks e Dave Clark Five. Nesta época, começou a expressar seu desejo de seguir carreira musical.
Em 1964, entrou para a banda The Medallions, que teve uma curta história. Quando ingressou na Roosevelt High School, em Yonkers, passou a fazer parte da King Bees, que se inspirava em outra banda local mais velha, a The Strangeurs, cujo baterista era Steven Tyler. Joey foi chamado para fazer parte da Strawberry Ripple junto de mais dois amigos.
Kramer concluiu seus estudos na Thornton Donovan School, em New Rochelle, no ano de 1969. Mudou-se para Boston, onde ia a vários clubes ver bandas de rock. Foi ao Festival de Woodstock, onde se encontrou com seu antigo colega de escola, Steven Tyler. Naquele mesmo ano, Joey iniciou mais uma fase de estudos na Chamberlain Junior College, de onde foi expulso por mau comportamento. Comprou, então, um apartamento e arrumou um emprego onde operava uma máquina de mimeografia na Prudential Insurance Company. Enquanto isso, tocava em uma banda de R&B chamada Turnpikes, onde conheceu músicas de novos artistas, como James Brown. Contudo, sua participação no grupo foi encerrada por causa de uma forte Hepatite. Joey voltou para Nova York para se tratar.

### Aerosmith
Em 1970, Kramer entrou para a Berklee College Of Music, mas desistiu dos estudos três meses depois. Na mesma época, entrou em contato com seu amigo Ray Tabano e mencionou que estava sem banda. Ray indicou um grupo de Nova Hampshire que procurava por um baterista. Faziam parte desta banda Joe Perry e Tom Hamilton. No entanto, não ficou interessado na proposta. Alguns dias depois, Joe ligou para ele e disse que Steven Tyler iria se juntar a banda e que ainda precisavam de um baterista. Joey topou e mudou-se para o número 1325 da Commonwealth Avenue. Nascia o Aerosmith.
Em 1971, o amigo de Kramer, Ray, deixou a banda e foi substituído por Brad Whitford. O grupo conseguiu um contrato com a Columbia Records, com a qual lançou Aerosmith (1973) e Get Your Wings (1974). Os álbuns não causaram o impacto esperado, mas, em 1975 e 1976, respectivamente, o Aerosmith lançou Toys in the Attic e Rocks, que estouraram nas paradas musicais do mundo inteiro. Nesta época, todos os membros da banda abusavam do uso de drogas, o que começou a refletir em suas performances ao vivo. Contudo, em 1977, lançaram o extremamente bem-sucedido Draw the Line. Em 1979, Joe Perry deixou o Aerosmith após uma briga com Steven. No mesmo ano foi lançado o Night in the Ruts, já com Jimmy Crespo. Em 1981, Brad Whitford saiu da banda, abrindo espaço para Rick Dufay. Steven, Joey e Tom Hamilton são os 3 membros do Aerosmith que nunca deixaram o grupo e que até hoje permanecem como seus integrantes. Em 1982, foi lançado o Rock in a Hard Place, que não recebeu grande destaque, já que a popularidade do Aerosmith tinha caído de forma extrema.
Depois de uma reunião, Perry e Whitford aceitaram voltar. Done With Mirrors foi lançado em 1985, mas a banda já não conseguia fazer performances ao vivo devido às drogas. Às ordens de Tim Collins, todos entraram em clínicas de reabilitação e "ficaram limpos". Em 1986, a banda de hip-hop Run-D.M.C. fez um cover de um dos clássicos do Aerosmith, "Walk This Way", o que levou o grupo de volta aos holofotes. No ano seguinte, lançaram Permanent Vacation, conhecido até hoje como o maior retorno ao topo da história da música. Seguindo o sucesso deste, em 1989 foi a vez de Pump, que atraiu uma nova geração de fãs aos shows do Aerosmith.
Em 1993 lançaram o seu maior sucesso comercial até hoje, o Get a Grip, que vendeu mais de 20 milhões de cópias. A carreira de videoclipes da banda teve um tremendo sucesso na MTV, o que lhes rendeu dezenas de prêmios de diversas premiações. Alguns anos depois, durante as gravações do Nine Lives, a mãe de Joey faleceu. Entrou em uma profunda depressão e não pôde continuar com o projeto. A banda, no entanto, concluiu o disco com o trabalho que já tinha e com Steven terminando as partes de Kramer na bateria. Em 1998, recuperado, Joey e os demais integrantes da banda gravaram a música I Don't Want to Miss a Thing, tema principal do filme Armageddon. Tornou-se o primeiro hit da banda a estrear em primeiro lugar na Billboard Hot 100.
Em 2001, a banda lançou o Just Push Play e, em 2004, o álbum cover de blues chamado Honkin' on Bobo. Em 2008, a Activision lança o Guitar Hero: Aerosmith, o primeiro jogo do tipo a focar-se na história de uma banda em específico. Com o imediato sucesso, a banda saiu em turnê para divulgar seu trabalho à nova geração. Em 2009, no entanto, Steven cai do palco em um show, o que provoca cancelamentos de vários eventos da banda. Este foi o principal motivo das brigas internas que começaram na época. Enquanto isso, Joey aproveitou para lançar sua autobiografia, intitulada "Hit Hard: A Story of Hitting Rock Bottom at the Top". Em 2010, Steven aceitou ser jurado do programa de calouros American Idol, o que fez o resto da banda acreditar que o vocalista estaria deixando o Aerosmith. Eles, então, começaram a procurar por outra pessoa que pudesse preencher o lugar de Steven. Tyler, então, foi a público dizer que não estava saindo do grupo. Os problemas foram deixados para trás e o Aerosmith continuou, com diversas turnês nos anos seguintes.
Em 2012, o grupo lançou seu primeiro álbum de inéditas em 11 anos, o Music from Another Dimension!, passando grande parte deste e do ano de 2013 divulgando este último trabalho. Em 2014, enquanto realizavam a turnê "Let Rock Rule", o Aerosmith sofreu um desfalque quando Joey teve um problema cardíaco não especificado. A banda cancelou uma apresentação em Concord que aconteceria no dia 13 de agosto e substituiu Kramer nos dois shows seguintes (16 de agosto e 19 de agosto) por seu filho, Jesse Kramer, que também é baterista. Joey, no entanto, voltou às suas atividades com o grupo na apresentação do dia 22 de agosto.

## Rockin' & Roastin'
No ano de 2012, Joey lançou uma marca de café própria. Rockin' & Roastin', como é chamada, traz sabores da Etiópia, Guatemala e Sumatra. Segundo Kramer, é quem faz as misturas e aprova ou não o sabor do produto, participando ativamente na produção do café, e não apenas nas vendas e marketing.

## Vida pessoal
Joey conheceu a secretária de Jack Douglas, April, em 1978. Casaram-se em 1979 e, em 1981, tiveram um filho chamado Jesse Sky Kramer. O relacionamento terminou em 2008. Em 2009, Kramer casou-se com Linda, com quem reside em Austin, Texas.[carece de fontes?]